# Lucio Meléndez
Lucio Meléndez (1844, La Rioja, Argentina - 7 de diciembre de 1901, Adrogué, provincia de Buenos Aires), fue un médico y científico de Argentina. Director del Hospicio de las Mercedes, precursor de la medicina forense, fue el primer profesor de patología mental de la Academia de Medicina y el primer docente de psiquiatría de la Universidad de Buenos Aires.

## Biografía
Nació el 2 de marzo de 1844 en la ciudad de La Rioja, Argentina, hijo del matrimonio formado por José Reyes Meléndez, chileno, y Loreto Herrera, dama de la sociedad riojana. Su padre falleció siendo él muy pequeño.
Hizo sus estudios secundarios en la provincia de Córdoba y, en 1863, se mudó a la ciudad de Buenos Aires. Allí se graduó en la carrera de medicina en la Universidad de Buenos Aires en el año 1872.

## Trayectoria
Participó en la guerra contra Paraguay como flebotomista y médico general, y luego tuvo que participar en los servicios de asistencia pública obligados por las epidemias de cólera y fiebre amarilla de 1869 y 1871.
También fue médico de las cárceles.
En 1875 fue nombrado profesor sustituto de Clínica de las Enfermedades de la Piel y Sifilíticas. En 1876 fue nombrado catedrático sustituto de Nosografía Quirúrgica. Su primer trabajo clínico, un caso de locura por anemia cerebral, fue publicado en 1876. Ese mismo año fue nombrado Director Administrador del Hospicio de las Mercedes, uno de los primeros hospitales porteños y la principal institución psiquiátrica de la Argentina, que había sido fundado a fines del año 1865. Dicho momento concuerda con el nacimiento de lo que se dio en denominar «matriz disciplinar psiquiátrica» en la ciudad de Buenos Aires, en pleno siglo XIX.
Hasta ese momento, el hospicio, a decir de Meléndez, era un «depósito de seres humanos, sumidos en la más espantosa miseria» con «calabozos húmedos, oscuros y pestíferos, sin otra cama que el desnudo y frío suelo» en los que yacían, «aglomerados, los pobres alienados». Meléndez, siguiendo las enseñanzas de Esquirol y Pinel, intentó convertirlo en un asilo de caridad. Meléndez empezó a publicar sus primeros casos en la Revista Médico Quirúrgica, inaugurando, de este modo, «una nueva experiencia de la locura».
Su método de trabajo eran la estadística epidemiológica, la observación, la comparación rigurosa de los casos clínicos y la investigación terapéutica. Hasta el momento en que él asumió como director, los elementos terapéuticos con los que contaban los médicos se reducían a la sangría, el sedal, los revulsivos cutáneos y el opio. Los alienados permanecían encadenados y durante la noche encerrados bajo llave, cuando todo el personal se retiraba. Meléndez, al mejor estilo Pinel, les quitó las cadenas a los enfermos mentales e inauguró un nuevo ciclo en la historia de la psiquiatría moderna, intentando el tratamiento moral. Meléndez fue el artífice de la ampliación de los pabellones y las mejoras en la calidad de vida de los pacientes, y el primero en llevar una estadística de los internos.
Lucio Meléndez comenzó, en 1876, un proceso de reformas fundamentales en el campo de la psiquiatría argentina. Dado que, alrededor de 1884, los inmigrantes constituían las dos terceras partes del total de internados en los hospicios de la ciudad, se dedicó a estudiar los problemas mentales, producto de la inmigración masiva, que recibía el país en esa época. Su interés se centraba en encontrar soluciones a implementar, desde el estado, en materia de salud pública. Se interesó por el problema de la alienación y la locura.
Fue muy prestigioso y reconocido por sus colegas argentinos e internacionalmente, teniendo sus ideas gran difusión. Cambió la imagen de los manicomios y convirtió el hospicio en un espacio de alojamiento para los enfermos mentales bajo el amparo de la ley que los protegía y los asemejaba a menores de edad. Fue uno de los creadores del «complejo institucional de control de la locura» en el siglo XIX.
Lucio Meléndez utilizaba el hospital como sitio para enseñanza de la Universidad de Buenos Aires, en la cual era el profesor Titular de la Cátedra de Enfermedades Mentales de la Facultad de Medicina de la U.B.A, desde 1886. Dejó el cargo de director del hospicio en el año 1892 y en 1893 se jubiló de la docencia universitaria.
Se encargó de afirmar la idea de la importancia de la herencia en la patología mental y de sentar como norma para los estudios psiquiátricos en la práctica de la medicina forense. Formó parte de la más importante camada de científicos del pensamiento positivista argentino de la segunda mitad del siglo XIX.

En su doble condición de Profesor de la Cátedra de Patología Mental y Director del Hospicio de las Mercedes –a la sazón principal institución psiquiátrica del país– Meléndez representó la figura paradigmática del alienismo argentino de la segunda mitad del siglo pasado.

Meléndez es considerado «el primer gran clínico de la locura y el principal promotor de la secuestración del alienado para que los recursos terapéuticos médicos y morales pudieran llevarse a cabo correctamente». Fue el primer médico forense psiquiátrico reconocido como tal en la Argentina.
Fue también un prolífico escritor. Compuso más de 110 trabajos especializados y colaboró durante años de los Anales del Círculo Médico Argentino y de la Revista Médica Quirúrgica.
Tanto en el hospital, como en la facultad, lo sustituyó su discípulo, el doctor Domingo Cabred.

## Reconocimientos
Se retiró a los 50 años debido a una afección cardíaca por la cual falleció pocos años después.
En su honor lleva el nombre de Pabellón Lucio Meléndez, un pabellón del Hospital Alejandro Korn en la localidad de Melchor Romero, provincia de Buenos Aires.
En su honor lleva el nombre de Hospital Lucio Meléndez el hospital zonal del partido de Almirante Brown, en Adrogué, donde falleció el 7 de diciembre de 1901, a la edad de cincuenta y siete años. Sus restos yacen en el cementerio de la Recoleta.
En su honor lleva el nombre de Lucio Meléndez una calle de Don Torcuato en la provincia de Buenos Aires.